# 安仁屋宗八
安仁屋 宗八（あにや そうはち、1944年8月17日 - ）は、沖縄県那覇市出身の元プロ野球選手（投手）・コーチ・監督、解説者・評論家・ラジオパーソナリティ。
沖縄出身初のプロ野球選手として知られる。

## 経歴

### プロ入りまで
父・宗英、母・ミツ夫妻の六男として生まれた安仁屋は11人兄弟の第8子で、生まれた時は第二次世界大戦の真っ只中であり、生後数ヶ月の時に一家で大分県へ疎開。安仁屋自身は記憶が全く無かったが、家族や親戚が集まって祝い事をする時に当時の話を聞いた。父と祖父が漁師をしていたため船を持っており、エンジンの付いていない手漕ぎの小型船2隻に分乗し、家族と親戚を合わせた14、5人で移動。日中に船を動かすと攻撃を受けるため、島影や洞窟に隠れて待機していた。移動は夜中に星を目印にしての航海であり、父と祖父の経験と勘だけが頼りであった。エンジンがある船でも沖縄から鹿児島県まで25時間かかっていた時代で、目的地にたどりつくのに相当な日数を費やした。大分に着くと寺に寝泊まりしたが、知り合いもいなかったため、父や兄たちは食料を調達するため大きなリュックを背負って汽車に乗り、和歌山県あたりにまで買い出しに行くなど大変苦労した。ある日空襲に遭うが、警報が鳴って防空壕に身を寄せていると、近くに爆弾が落ちて壕が崩落。赤ちゃんであった安仁屋だけが土砂に埋もれたが、母は姉のお下がりで身に着けていた赤い着物が目に付き、救出に成功した。
戦後は沖縄に戻ったが、他の家庭よりも恵まれており、兄が米軍施設のコック長をしていたため食料には不自由しなかった。兄は普段から牛肉や鶏肉を家に持って帰り、当時はクリスマスを祝う風習はなかったが、七面鳥や豪華なケーキも食べさせてもらった。少年時代は巨人ファンで、藤田元司に憧れを抱いていた。現在のような少年チームはなく、友達と校庭で野球を楽しんだ。物資が無い時代であったため、最初に使ったグラブは、テントの布きれに雑巾を入れて縫ったものを利用し、バットは焚き火にくべるような木材で、毬をボール代わりにしていた。
中学生になった1957年から本格的に野球に打ち込み、軟式野球部に入部。父がユニフォームと新しいグラブを買ってくれたのが嬉しく、抱いて眠った。ポジションは一塁手で2番手投手で、球威はそんなに無かったが、制球には自信があった。四球はほとんど出さず、中学2年次の1958年には県大会で優勝。憧れていた選手はおらず、テレビ放送もなかったため、プロ野球も甲子園も知らなかった。遊び感覚で野球をやっていたが、中学卒業後の1960年に私立沖縄高校（現在の沖縄尚学高等学校）へ進学。安仁屋が入部した頃から強くなり、同校は監督を外部から招聘して3年計画で強化を始めた。同級生の部員は100人を超えたが、練習は走るだけであった。あまりの厳しさに1週間で50人くらい辞めたが、安仁屋は短距離走は苦手であったものの、長距離走は得意であったので辛くなかった。毎日、練習の最後は校外を20km走ったが、周囲は畑だらけで、真っ暗になるとトマトやサトウキビを取って食べるのが楽しみで苦にならなかった。大会に優勝すると、理事長がレストランで食事をご馳走してくれるため、目の色を変えて頑張った。レギュラーには栄養費も出たため、毎日10セントを貰い食堂で蕎麦や天ぷらを食べていたので、他のスポーツ部からは羨ましがられた。1年次の秋に新人戦で先発した2年生がストライクが入らず18球連続でボール球を投げてしまい、安仁屋は控え選手としてバケツに飲み水を汲みに行っている時に監督から声が掛かる。打撃練習で投手をしていて制球が良かったのが監督の目に留まり、いきなり投げて抑え、更にその大会で優勝。突然エースに抜擢されて以降はエースとしてずっと投げ続け、沖縄では敵無しの存在となり、投げた試合で負けたのは2年次の1961年に夏の甲子園沖縄大会準決勝で中指の爪が割れた首里高戦だけであった。同年には5月20日・21日に沖縄初のプロ野球公式戦として、西鉄-東映2連戦が奥武山球場で行われたが、その試合で安仁屋はボールボーイを務めた。安仁屋はフリー打撃で中西太や豊田泰光がポンポンと打球を外野スタンドまで飛ばすところを目撃し、現在も脳裏に焼き付いている。
3年次の1962年の沖縄大会決勝で再び首里高と対戦したが、安仁屋自身は雪辱とは思わずに楽しむ気持ちしかなかった。スリークォーターのフォームで球種は直球とカーブの2種類であったが、直球が8割程度で、カーブはカウントを取るだけであった。毎日200球を投げていた成果が出て優勝するが、当時は南九州大会に勝たないと夏の甲子園には出られなかった。その試合前日に船で24時間かけて宮崎県入りし、監督に内緒で宿舎近くの川からボートに乗って海に出た。戻ろうと思った時には引き潮で、漕いでも漕いでも進まず、パンツ一丁で胸まで漬かってボートを押して返したたころ手は豆だらけになった。エース・5番打者として宮崎大淀高と対戦して勝利し、沖縄県の高校として初めて実力で夏の甲子園本大会に出場。当時の沖縄ではほぼ学校で試合していたため、安仁屋は甲子園練習の前日に球場外壁のツタやスタンドの大きさに驚き、鳥肌が立つ。1回戦で山本英規（のち巨人）らのいた広陵高と対戦するが、1球目は初めてカーブから入った。スタンドはほとんど沖縄高校への応援であり、地元では電器店に人だかりができ、道路には車がほとんど通らなかった。広陵の選手は沖縄の選手と比べて背が10cmくらい高く、安仁屋曰く「大人と子供」であった。チームは敗退したが、沖縄に戻った選手たちはオープンカーでパレードした。甲子園の土は1958年に沖縄勢で初出場した首里高の選手が検疫に引っかかって海に捨てられていたため、靴底に入れて持ち帰り、学校のマウンドに撒いた。
野球は高校で終わってもいいかなと思っていたが、卒業後は兄に誘われて1963年に琉球煙草へ入社し、同年の都市対抗九州予選の初戦で先発し8回3失点であった。チームは延長18回で競り負けたが、予選を突破した大分鉄道管理局から補強選手にと声が掛かる。大会があった大分から沖縄へ帰るために鹿児島へ移動している最中であり、安仁屋は「沖縄訛りがあって人と話もできないから断ってくれ」と監督に伝えたが、兄にも行ってこいと勧められて参加を決めた。チームへ合流した際に捕手から「シュートを覚えたら面白いのでは」と投げ方や握りを教わり、肘が少し下がったスリークォーターで手首を少し捻ると、右打者の懐にガッと食い込む様になった。本大会では沖縄出身選手として初めて後楽園の土を踏み、2回戦（初戦）の日本生命戦で5回からリリーフ登板。覚えたばかりのシュートを早速使ってバットを3本くらい折り、3回を無失点に抑えるが、日生のエース・高畑武雄に完封を喫し0-2で惜敗。試合後に東映のスカウトが宿舎に来たが、安仁屋はスカウトが何か分からず、同席した監督から「人買いよ」と冗談半分で言われた。当時の沖縄ではプロ野球の放送がほとんど無かったため興味も無く、存在すら知らなかった。

### 広島時代
沖縄に帰る途中に福岡に寄り、東映の招待で西鉄とのナイターを観戦。安仁屋は「こんな所で野球ができるんだ」と一瞬は思ったものの、自分だけでは決められないため、プロに入るとは考えられなかった。広島カープの選手であった日系2世の平山智がスカウトとして沖縄入りすると状況が変わり、言葉遣いが柔らかくて優しい平山の人柄に父親が引かれ、安仁屋は「絶対、最後まで面倒を見る」と言われて不安の方が大きかったが、1964年に広島へ入団。当時アメリカの統治下にあった沖縄出身プロ野球選手第1号として注目された。甲子園、都市対抗、プロ野球、全てが沖縄県人で初となった。同期の苑田聡彦と一緒に白石勝巳監督の下へ挨拶に行くが、安仁屋は白石に「お前、ほんまに野球をやっとったんか」と言われてショックを受ける。当時は身長177cmで体重56kgと体が細く、対照的に苑田はがっしりとした体格で「楽しみがあるの」と声を掛けられていたので、なおさらであった。練習はきつく、藤村隆男一軍投手コーチは鬼軍曹といわれていた。ウォーミングアップを終えると400mトラックを20周、ウサギ跳びに馬跳び、ノックも外野の両翼のポール間を走らされてボールを追った。藤村は「安仁屋がいつ倒れるか見とけよ」と言っていたらしかったが、安仁屋は長距離走に自信があったため、何とか耐えられた。「ホームシックになってはいけない」と心配した球団の特別措置で、寮には父親が1ヶ月間、特例で付き添って寝泊まりした。言葉は沖縄訛りがあり、人見知りな性格であったので2週間は誰とも話をしなかった。食事も口に合わず、沖縄の濃い味付けに慣れていたため、広島の料理はあっさりで味が全くしない感じがした。特に甘い卵焼きは吐き出しそうになり、味付けはうま味調味料と塩だけにしてほしいと、父が寮に頼んだ。魚や野菜も食べられず、喉を通ったのは肉とカレー、ハヤシライス、チャーハンぐらいであった。父が帰る時は寂しくて「辞めて帰るかもしれない」と言うと、「契約金を半分使ったから、1年頑張れ」と励まされた。徐々に選手とも話ができるようになり、同学年8人ぐらいとも友達になった。寮生活は大変なもので、挨拶しない新人がいたら「連帯責任、全員来い」と呼び出され殴られた。何でプロに入ってからも殴られないといけないのかと嫌になったが、当時の沖縄への電話は国際電話になるので、両親とも話はできなかった。特に母が心配し、実家に逃げて帰ってくる夢を見て目が覚めることもあった。
そんな中でも1年目から一軍に定着し、主に中継ぎとして起用される。2月22日の国鉄とのオープン戦（鴨池）でプロ初登板を果たし、5回を投げ2安打無失点を記録、4回まではパーフェクト投球であった。2日前の同20日に「おい、ハチ」と、白石に呼びとめられ、「鹿児島で投げさすぞ」と言われてからずっと緊張していた。試合後には「落ち着く暇もなく終わってしまったという感じ」と振り返ったが、周囲には分からないほど沈着冷静な打者18人へのピッチングであった。安仁屋に三振を喫した豊田は「負け惜しみではないが、あの程度のボールなら公式戦で打てる。いまのうちだから、ほめてあげなさいよ」と番記者に吐いて悔しさを紛らわしていたが、親しい記者には「あのシュートはいいね。鋭いだけじゃなく、コントロールもある。しかも新人なのにどんどん内角を突いてくる。いい投手になるよ」と本音を漏らした。沖縄から選手を獲得する話題性が先行しての入団という見方が大勢を占めていたため、安仁屋も周囲の視線には敏感であった。5月31日の国鉄戦（東京）で公式戦初登板・初先発を果たしたが、5回4失点で敗戦投手となった。6月14日の巨人戦（広島市民）で2度目の先発登板となり、9回1失点で初完投・初勝利を挙げる。豊田が褒めたシュートを多投し、内野ゴロの山を築かせ柴田勲のソロ本塁打による1点のみという完璧な内容であった。「沖縄の人たちは思わず万歳したことだろうなぁ」と、白石は感慨深げに語った。プロに入ってから長嶋茂雄・王貞治の存在を知り、正捕手の田中尊のサイン通りに投げるだけで「勝ちたい」という考えは無かった。守っていた古葉竹識や阿南準郎が頭を叩いて祝福し、安仁屋曰く「優勝した時みたいな」雰囲気になった。当日はラジオで生中継され、那覇市内の電器店の前には黒山の人だかりが出来た。翌15日には沖縄タイムスが1面で「安仁屋 待望の初勝利」と掲げ、運動・社会面でも詳報を伝えた。琉球新報では試合経過のほか、社会面で留守宅の様子を伝えた。勝利の瞬間に安仁屋の留守宅は親戚や兄弟が踊り出し、町中の各所でも抱き合って初快挙を喜ぶ姿もあった。テレビはマイクロ回線がまだ通じていないためにネット局から飛行機で運ばれるビデオが数日後に流された。琉球放送が2日後の同16日昼、更に2日後の同18日午後11時過ぎと2度も放映した。全国各地で沖縄県出身者による後援会が次々と誕生し、投げる前から話題が先行、そのプレッシャーたるや大変なものであったという。
サイドスローから沈むシュートと伸びるシュート、カーブ・スライダーを投げ分ける投球が持ち味で、2年目の1965年から先発の一角に定着。初めて規定投球回（17位、防御率3.00）にも達する。5月11日の巨人戦（兼六園）では瀧安治の打球が安仁屋に当たって跳ね返ったボールを捕手の久保祥次が処理したキャッチャーライナーを経験、ただ、記録上はピッチャーライナーで久保には刺殺（捕球）が記録された。同年途中に監督となった長谷川良平に「名前を残すか。実績を残すか」と問われ、どういう意味か質問すると、「巨人戦中心に投げれば名前が残る。実績を残すならローテーション通りに投げろ」と返ってきた。安仁屋が「自分では決められないから、任せます」と答えると、巨人戦中心に投げることになった。3連戦の場合、1戦目に先発したら2、3戦目は中継ぎ待機と3連投は当たり前であり、その分、球団は巨人に1勝したら2勝分の評価をしてくれた。
1966年に32試合、1967年にはチーム最多の25試合に先発するが、チームの不調もあって両年とも8勝に留まる。1966年7月31日の巨人戦（広島市民）では8回まで無安打無四球に抑えたが、9回には池沢義行に四球、2死後に黒江透修に初安打を許し、あと一歩のところでノーヒットノーランを逃す。黒江の打球は三遊間を抜けたが、安仁屋は打たれたにもかかわらず、マウンド上で笑みを浮かべた。2死一、二塁で打席には王を迎えるが、ノーヒットノーランでの勝利が、本塁打を打たれれば一転してサヨナラ負けの憂き目に遭う事態であった。安仁屋は記録が達成できなかったことに落ち込んでいる場合ではなく、王を抑えなければ、6月11日の巨人戦（広島市民）以来の白星も吹っ飛んでしまう可能性もあった。王は初球のボール気味の直球をバットの芯で捉えるが、右翼への大飛球は飛距離十分もファウルになり、一瞬サヨナラ本塁打と思った観客は総立ちになった。それから10球を要した王と安仁屋の勝負は結局、一ゴロに終わり、安仁屋に軍配が上がった。シーズン4勝目は127球、1安打6三振2四球で完封。安仁屋は試合後に「ノーヒットノーランを逃したことより、勝てて良かった。ダメだったらもう上にはいられませんでしたから」とホッとした表情を浮かべたが、ここまで3勝7敗と、この登板まで4連敗中であった。安仁屋は試合前に長谷川から「結果を出してもらわなければ、君の居場所はない。下で一からじっくりやり直してほしい」と最後通告を受けていたため、背水のマウンドとなっていた。相手はルーキーながら開幕13連勝中の堀内恒夫で、安仁屋は「先に点を与えれば、ズルズルといってしまう。」と考えて先取点だけを気をつけて投げた。広島は5回に突然制球を乱した堀内から満塁の好機を得て、安仁屋自身が中前適時打を放ち先制し、さらに押し出しの死球で2点目を入れた。とにかく二軍落ちだけは避けたいと、がむしゃらに投げていた安仁屋であったが、この2点で白星を、そして大記録を意識し始めた。当時唯一ラジオ中継があった巨人戦では死ぬ気で投げ、その甲斐もあって巨人キラーとして知られるようになった。ONには相性が良かったが、プレッシャーがかかった登板に「回を追うごとに堅くなった。早い回に１本打たれている方が気が楽だった。後半は打者が打席に入るまでがとても長く感じられた」と振り返っている。二軍行きを回避した安仁屋は、一軍にとどまり、早い回からKOされるシーンは無くなっていた。
1968年には根本陸夫新監督の下、得意のシュートを武器に強気の投球で初の2桁勝利となる23勝、同僚の外木場義郎に次ぐリーグ2位の防御率2.07を記録。先発と救援の両方をこなし、57試合で投球回は300を超えた。この年の春季キャンプでは根本の方針で1日に500球以上投げたが、最後は疲れて捕手に球が届かないほどであった。21勝を挙げた外木場義郎と共に球団初のAクラス入りに貢献したが、チームが3位になると、街は優勝したような雰囲気で盛り上がった。1969年・1970年と2年連続10勝を挙げたが、1969年春のキャンプで痛風を患ったこともあり、1971年以降は4年連続1桁勝利に留まるなど低迷。
1969年はキャンプイン前日から足が重たい感じで、宿舎に着いて麻雀をしていたら、右足親指の付け根がむくんで痛くなった。翌日の初日朝には足を蹴られたような衝撃を受け、同部屋の宮川孝雄がトイレに行こうと歩いていたので、安仁屋は「何しよるんね」と大声を出した。すると、宮川に「何もしてないわ。バカ」と返された。布団に宮川の脚が少し当たっただけであったが、痛いというレベルを超えていた。前日汽車の移動で長時間座っていたから、足がむくんでいるのではとトレーナーは言っていた。球場には行かずに病院へ直行し、医師から伝えられたのが痛風であった。こうした症状は当時は「贅沢病」と言われていて知ってはいたが、痛風という病名は聞いたことがなく、安仁屋曰く「新聞でも報道されて、私がこの病名を広めたんじゃないのかな」と振り返っている。安仁屋自身にも心当たりはあり、23勝を挙げた前年のオフは羽目を外した。元々練習するタイプではなかったが、広島や帰省した沖縄で毎晩飲みに出て肉と酒に溺れていた。最初はビールで始まり、次にブランデーやウイスキーをストレートで飲んでいた。沖縄では泡盛を飲むなど無茶苦茶遊んでいたツケが来た結果となり、広島に戻って1週間程度入院。右足は腫れ上がって靴も履けない状態であったが、キャンプ終盤にチームに合流。練習しなくても投げられるタイプであったためオープン戦も投げ、開幕投手も務めた。前年活躍したため開幕戦に投げさせてもらったが、キャンプのきつい練習を休んでしまったため、シーズン通してはスタミナが持たなかったのと、体調が戻らず成績が悪かった。その年は出遅れが響き10勝にとどまると、成績は年々下降線をたどった。その後も肉中心の食生活は変わらず、馬力がつくと思っていたため朝食からでも肉を食べた。ビールは、山本一義に勧められて氷を入れて飲むようになった。幼い頃から大勢で食事するのが好きな性格であり、皆と飲みに出て、ワイワイやるのはやめられなかった。
1971年には5歳年下の美和子と結婚するが、出会いは4年前の1967年で、場所は合宿所の三篠寮であった。美和子は弟と一緒に寮にやってきたが、野球好きでサインが欲しいという弟の付き添いであった。たまたま玄関にいた安仁屋がサインしたが、美和子は野球に興味がなく、安仁屋という認識は無かった。安仁屋も当時は年上が好みで、高校生であった美和子には何も意識しなかった。安仁屋は「結婚は20歳になってからでいい」と思っていたため、遊べる間は遊びたいという考えであった。後日、美和子の母親が食事に誘ってくれた。1人で行くのは嫌であったためチームメイト4人ぐらいを連れて行き、しゃぶしゃぶ店でご馳走になった。その後は連絡を取ることはなかったが、バスで偶然、美和子の母親と再会。「また食事に来て」と誘われ、自宅に行くようになると、自然と交際するようになった。結婚前の安仁屋は寮の門限破りを繰り返して退寮を命じられるほどであり、門限は午前0時であるにもかかわらず、試合後にチームメイトを連れて飲み歩き、戻るのは午前2時、3時であった。帰れないのが分かっていたため罰金を前払いしていたが、手に負えないため追い出され、美和子の実家に間借りして住み着いた。安仁屋は父から「結婚するか、はっきりしろ」と言われて自分でプロポーズし、結婚後は大事にしてもらった。子供も抱くなと言われ、釘も打たせてくれなかったが、怪我をしてはいけないと、義母が教育していた。遠征の際の準備も全てしてくれたため、現在も自分では何もできないようになっている。

### 阪神時代
1974年には春のオープン戦期間中にジョー・ルーツ一軍打撃コーチと投球フォームの変更を巡って対立してしまい、同年オフにルーツが監督に昇格すると、若生智男とのトレードで阪神タイガースに移籍。ルーツに1974年の開幕直前に「サイドスローに変えろ」と言われるが、ルーツのスタッフ入りはコーチ陣を勉強させるためだと聞いていた安仁屋は「なぜキャンプの時に言わない」と断った。ルーツが監督になると、すぐトレードが決まった。安仁屋は広島を離れるのが嫌で、野球をやめるつもりであったため、移籍の契約にサインしたくないため逃げまくった。美和子には「球団から電話がかかってきても出るな」と伝えたが、知人から「1年、遊びのつもりで行ってこい」と説得されて移籍を決断。「契約したからにはやってやろう」「見返してやる」と安仁屋は特にルーツに負けたくなかったため、オフはジャージーを着て初めて練習し、ジムに通って筋力トレーニングや走り込みをした。
阪神移籍後は中継ぎエースとして活躍し、試合が始まると、甲子園のラッキーゾーン奥にあったリリーフカーで寝ていた。広島時代なら二軍行きを命じられる行動であったが、遅くまで飲んでいるのを選手たちも知っていたため、ベンチで寝るわけにはいかずにコーチがそうさせたものであった。6、7回になったら起きて点差によって準備したが、古巣の広島戦は燃えた。優勝争いをしていた9月30日の広島戦（甲子園）で三村敏之に外角スライダーを左手一本で左翼席に運ばれたが、この一戦がカープが優勝する弾みになり、「八百長しとるんじゃないか」と阪神ファンがグラウンドに怒鳴り込んできた。1975年は投手の意向を重視する田淵幸一の組み立てによるところが大きく、安仁屋はシュートピッチャーのイメージを持たれているのを逆手に取り、スライダーを駆使して好投する。シーズンではリリーフ登板のみの66試合に登板して規定投球回に到達し、12勝7セーブ・防御率1.91で最優秀防御率とカムバック賞のタイトルを獲得。同年は単身赴任で、その年の給料は飲み歩いて使い果たした。美和子は「私、大阪に行く」と言い、1976年からは息子2人も連れてきて一緒に暮らした。同年には10勝10セーブを記録する。
1979年には新たに就任したドン・ブレイザー監督と対立する。その年の春季キャンプで他の2投手とランニングシューズでウォーミングアップしていたが、他の選手はスパイクを履いていた。指示があったようだが、安仁屋を含む3人は聞いていなかった。ブレイザーがそれを見て「なんだ、あいつらは」となり、3人ともキャンプ中に二軍に落とされた。シーズンも12試合登板にとどまった。

### 広島時代（二度目）
同年オフに球団から二軍投手コーチ就任を打診されたが、直後に古葉から連絡で「現役をやる気があるんだったら帰ってきてもいいぞ」と言われる。球団に相談すると広島復帰を認めてくれたため、金銭トレードで広島に復帰。
しかし、酒の飲み過ぎが祟って春先に十二指腸潰瘍を発症し、大きく出遅れてしまう。松山である巨人とのオープン戦に先発予定であったが、前日に移動の船中で胃がむかむかして寒気もした。ホテルに着くと吐き気も催し、未明に救急車で病院へ運ばれたところ、すぐに手術を受けた。胃に親指大の穴が二つ開いていたのが解ったが、酒と夜更かしと長年プロの世界で気遣いしてきた精神的な影響も重なったのが原因であった。1ヶ月の入院を余儀なくされるが、開幕前に古葉らが見舞いに来てくれた。広島に戻っても入院が続き、退院後は投げるのも走るのも全力ではできなかった。焦りはなかった半面、選手として終わったかなと思うようになり、復帰後も公式戦での登板機会に恵まれず全く力になれなかったが、初めて優勝の胴上げに加わった。近鉄との日本シリーズでは、10月25日の第1戦（広島市民）に5番手でリリーフ登板。
1981年は開幕直後に中継ぎで1回4失点と打たれて二軍に降格し、二度と一軍に上がることはなかった。まだやりたい思いもあったが引退を決意し、同年引退。現役中は二日酔いで練習中に腹筋をしながら居眠りをしたという逸話も残したほか、球界きっての麻雀の名人という顔も持っていた。通算119勝は幼い頃に憧れていた藤田と同じであり、巨人から通算34勝を挙げている。球団別では2番目の大洋（27勝）より7勝も多かった。

### 現役引退後
引退後は広島で二軍投手コーチ（1982年 - 1983年, 1993年）・一軍投手コーチ（1984年 - 1992年, 2005年）・二軍監督（1994年 - 1997年）を歴任し、3度のリーグ優勝（1984年, 1986年, 1991年）と1984年の日本一に貢献。コーチ時代は投手陣を引き連れて流川でのハシゴは勿論の事、遠征中も夜にホテルの部屋の選手を見回り、部屋に選手が残っていると「遊びに出ろ！」と命令。川口和久は公私ともお世話になった恩師と名前を挙げている。当初は先発であった津田恒実を抑えに起用し、津田がブルペンで球数を投げさせないよう気を使ったほか、試合中継は見せなかった。リラックスさせるためにバットをゴルフのパター代わりにして、地面に置いた球を打たせて遊ばせたこともあった。二軍監督時代はパワーがあって努力家の金本知憲を何とかすべく、左打ちということで左投手の時は先発を外されていた金本を左腕でも起用し、その代わりに「内角も逃げるな」と伝えた。1年目の黒田博樹は二軍の教育リーグで1回10失点を喫すが、そのイニングは最後までいかせ、黒田はベンチばかりを見ていたが知らん顔をした。今ではこの試合がカープファンの語り草になっているが、安仁屋は当時の黒田について「大物になるか、2、3年で駄目になるかどちらかだと思った。球の勢いはあったけど、細かい制球力がなかったから。」と後に振り返っている。退団後は中国放送解説者・デイリースポーツ評論家（1998年 - 2004年）も7年間務めた。2005年に復帰した際は春季キャンプで投手全員に先発としての調整を指示し、2500球もの凄まじい投げ込みを命じて投手陣再建を計った。タフな黒田博樹・大竹寛はキャンプを無事乗り切り自身最高の成績を残したが、選手層は厚くならず投手陣全体としては失敗に終わった。この年の安仁屋はあごに白いヒゲを蓄え、赤い広島のユニフォームと相まって「安仁屋サンタ」と一部から呼ばれていた。
2006年からはRCC解説者・デイリースポーツ評論家の活動を再開し、郷里・沖縄にクラブチーム「安仁屋ベースボールTRY」を結成。2012年からは『平成ラヂオバラエティごぜん様さま』の月曜パーソナリティとしてレギュラー出演もしている。解説や評論の仕事をするようになっても、毎年広島の春季キャンプで臨時投手コーチを務めている。市民球場へは毎試合1日も欠かさず観戦に行っており、新球場（マツダスタジアム）に移転後も毎試合行くという。現役を引退したら沖縄に帰るつもりでいたが、選手、コーチ・監督、解説者として半世紀以上、広島に居住。広島の人や土地も自身によく合い、広島は第二の故郷というより第一の故郷と思っているという。2023年5月現在も精力的に野球評論活動を続けており、第100回全国高等学校野球選手権記念大会では終戦の日の8月15日にレジェンド始球式に登板した。

## 選手としての特徴
サイドスローから投げるシュートを武器とした。安仁屋のシュートは、①走者を背負ってゴロを打たせたい時に投げる沈む変化をするもの、②三振を取りに行く時投げるホップ気味から内角に切れ込む変化をするもの、の2種類があった。
他にカーブとスライダーも投げることができた。

## 人物
野球漫画、テレビドラマ、映画などで知られる「ROOKIES」の安仁屋恵壹の名前は安仁屋からとったものである。また、津田恒実の現役時代や闘病の模様をテレビドラマ化した「最後のストライク」（フジテレビ）において宇崎竜童が演じた安仁屋の役は、酒乱で誰も寄せ付けず酒場では独壇場であるが、その反面情に脆いという役であり、安仁屋の人の良さが浮き彫りになった役柄であった。見舞いに行った安仁屋に、ほとんど口もきけない状態だった津田が「あにやさん、のみすぎんように」とつぶやいたエピソードが知られている。
シーズン開幕前にカープ投手陣の勝ち星予想を求められると、非常にポジティブな予想を行う傾向があり(中には厳しい見積もりをされる投手もいる。一例として、2011年に13勝を挙げたブライアン・バリントンを0勝と予想していた。)、その結果勝ち星の合計が100勝を超えてしまうことが多い。そのため、ファンの間では安仁屋の勝ち星予想が通称「"安仁屋算"」と呼ばれており、メディアでも取り上げられている。なお、2022年シーズンの予想は年間108勝。
コーチ時代の背番号は名前の『宗八』にちなみ、88をつけていた。1989年からしばらくは監督に就任した山本浩二が88をつけることになった為、80としていた。
かつてはヘビースモーカーであったが、現在は禁煙し、早朝のウォーキングを日課にしている。

## 詳細情報

### 年度別投手成績
| 年 度     | 球 団     | 登 板 | 先 発 | 完 投 | 完 封 | 無 四 球 | 勝 利 | 敗 戦 | セ 丨 ブ | ホ 丨 ル ド | 勝 率 | 打 者 | 投 球 回 | 被 安 打 | 被 本 塁 打 | 与 四 球 | 敬 遠 | 与 死 球 | 奪 三 振 | 暴 投 | ボ 丨 ク | 失 点 | 自 責 点 | 防 御 率 | W H I P |
| --------- | --------- | ----- | ----- | ----- | ----- | -------- | ----- | ----- | -------- | ----------- | ----- | ----- | -------- | -------- | ----------- | -------- | ----- | -------- | -------- | ----- | -------- | ----- | -------- | -------- | ------- |
| 1964      | 広島      | 38    | 7     | 1     | 0     | 0        | 3     | 8     | --       | --          | .273  | 390   | 92.1     | 86       | 10          | 31       | 1     | 5        | 74       | 1     | 0        | 38    | 36       | 3.52     | 1.27    |
| 1965      | 広島      | 53    | 20    | 3     | 1     | 0        | 9     | 13    | --       | --          | .409  | 804   | 201.1    | 161      | 22          | 62       | 8     | 10       | 127      | 3     | 0        | 73    | 67       | 3.00     | 1.11    |
| 1966      | 広島      | 40    | 32    | 5     | 2     | 0        | 8     | 14    | --       | --          | .364  | 704   | 172.0    | 150      | 15          | 43       | 3     | 7        | 124      | 1     | 0        | 76    | 71       | 3.72     | 1.12    |
| 1967      | 広島      | 45    | 25    | 8     | 1     | 0        | 8     | 16    | --       | --          | .333  | 776   | 189.2    | 167      | 27          | 61       | 9     | 4        | 131      | 1     | 0        | 78    | 63       | 2.98     | 1.20    |
| 1968      | 広島      | 57    | 32    | 20    | 5     | 5        | 23    | 11    | --       | --          | .676  | 1198  | 313.1    | 218      | 26          | 55       | 3     | 11       | 237      | 5     | 0        | 84    | 72       | 2.07     | 0.87    |
| 1969      | 広島      | 40    | 15    | 4     | 1     | 0        | 10    | 9     | --       | --          | .526  | 564   | 135.1    | 115      | 16          | 41       | 4     | 9        | 100      | 1     | 0        | 59    | 53       | 3.53     | 1.15    |
| 1970      | 広島      | 44    | 27    | 7     | 3     | 1        | 10    | 14    | --       | --          | .417  | 860   | 209.1    | 193      | 18          | 53       | 1     | 9        | 167      | 2     | 1        | 85    | 84       | 3.62     | 1.18    |
| 1971      | 広島      | 12    | 1     | 0     | 0     | 0        | 2     | 2     | --       | --          | .500  | 121   | 29.0     | 26       | 4           | 14       | 0     | 0        | 19       | 0     | 0        | 11    | 11       | 3.41     | 1.38    |
| 1972      | 広島      | 32    | 14    | 8     | 2     | 2        | 8     | 10    | --       | --          | .444  | 549   | 139.1    | 114      | 21          | 32       | 1     | 2        | 93       | 1     | 0        | 52    | 49       | 3.17     | 1.05    |
| 1973      | 広島      | 40    | 18    | 2     | 0     | 0        | 5     | 5     | --       | --          | .500  | 567   | 139.2    | 132      | 18          | 32       | 3     | 3        | 73       | 0     | 0        | 63    | 53       | 3.41     | 1.17    |
| 1974      | 広島      | 33    | 1     | 0     | 0     | 0        | 4     | 4     | 2        | --          | .500  | 318   | 74.2     | 71       | 12          | 32       | 2     | 3        | 49       | 0     | 0        | 36    | 33       | 3.96     | 1.38    |
| 1975      | 阪神      | 66    | 0     | 0     | 0     | 0        | 12    | 5     | 7        | --          | .706  | 542   | 140.2    | 111      | 9           | 22       | 2     | 7        | 87       | 3     | 0        | 31    | 30       | 1.91     | 0.95    |
| 1976      | 阪神      | 53    | 0     | 0     | 0     | 0        | 10    | 4     | 10       | --          | .714  | 372   | 91.2     | 71       | 12          | 31       | 3     | 3        | 63       | 1     | 0        | 30    | 23       | 2.25     | 1.11    |
| 1977      | 阪神      | 48    | 0     | 0     | 0     | 0        | 4     | 5     | 2        | --          | .444  | 284   | 67.1     | 54       | 10          | 27       | 2     | 4        | 37       | 0     | 0        | 32    | 29       | 3.90     | 1.20    |
| 1978      | 阪神      | 39    | 0     | 0     | 0     | 0        | 3     | 2     | 1        | --          | .600  | 294   | 71.2     | 63       | 4           | 17       | 1     | 4        | 38       | 1     | 0        | 33    | 27       | 3.38     | 1.12    |
| 1979      | 阪神      | 12    | 0     | 0     | 0     | 0        | 0     | 2     | 0        | --          | .000  | 82    | 18.0     | 20       | 3           | 8        | 2     | 1        | 7        | 0     | 0        | 12    | 10       | 5.00     | 1.56    |
| 1980      | 広島      | 2     | 0     | 0     | 0     | 0        | 0     | 0     | 0        | --          | ----  | 14    | 4.0      | 1        | 0           | 2        | 0     | 0        | 4        | 0     | 0        | 0     | 0        | 0.00     | 0.75    |
| 1981      | 広島      | 1     | 0     | 0     | 0     | 0        | 0     | 0     | 0        | --          | ----  | 8     | 1.0      | 4        | 2           | 1        | 0     | 0        | 2        | 0     | 0        | 4     | 4        | 36.00    | 5.00    |
| 通算:18年 | 通算:18年 | 655   | 192   | 58    | 15    | 8        | 119   | 124   | 22       | --          | .490  | 8447  | 2090.1   | 1757     | 229         | 564      | 45    | 82       | 1432     | 20    | 1        | 797   | 715      | 3.08     | 1.11    |

- 各年度の太字はリーグ最高

### タイトル
- 最優秀防御率：1回 （1975年）

### 表彰
- カムバック賞 （1975年）

### 記録
初記録
- 初登板・初先発：1964年5月31日、対国鉄スワローズ11回戦（東京スタジアム）、5回4失点で敗戦投手
- 初奪三振：同上、1回裏に高林恒夫から
- 初勝利・初完投勝利：1964年6月14日、対読売ジャイアンツ18回戦（広島市民球場）、9回1失点
- 初完封勝利：1965年8月25日、対読売ジャイアンツ18回戦（後楽園球場）
- 初セーブ：1974年8月14日、対阪神タイガース20回戦（広島市民球場）、9回表に3番手で救援登板・完了、1回無失点

節目の記録
- 1000奪三振：1972年5月27日、対大洋ホエールズ7回戦（広島市民球場）、5回表に江藤慎一から ※史上42人目
- 100勝：1975年8月14日、対読売ジャイアンツ16回戦（後楽園球場）、6回裏1死に4番手で救援登板・完了、3回2/3を無失点 ※史上65人目
- 500試合登板：1975年10月11日、対読売ジャイアンツ24回戦（阪神甲子園球場）、9回表に3番手で救援登板・完了、1回1失点 ※史上33人目
- 600試合登板：1977年10月9日、対広島東洋カープ25回戦（広島市民球場）、8回裏に3番手で救援登板・完了、1回2/3を3失点で敗戦投手 ※史上16人目

その他の記録
- オールスターゲーム出場：3回 （1965年、1968年、1975年）

### 背番号
- 16 （1964年 - 1974年）
- 18 （1975年 - 1979年）
- 15 （1980年 - 1981年）
- 88 （1982年 - 1988年、1996年 - 1997年、2005年）
- 80 （1989年 - 1995年）

## 関連情報

### 現在の出演
テレビ
- S☆1 BASEBALL （RCCテレビ（中国放送）。ローカル放送はラジオ番組と同タイトルの『RCCカープナイター／RCCカープデーゲーム中継』のタイトルで放送）

ラジオ
- RCCカープナイター／RCCカープデーゲーム中継 （RCCラジオ（中国放送）。2020年以降は民放2局以上の地域に向けた二重制作時の裏送り分には出演していなかった。2023年オールスター第2戦では久々に裏送り分を担当予定だったが、体調不良により山崎隆造に変更となった。2025年8月2日の広島対中日戦では、久々にCBCラジオ向けの裏送り分を担当予定）。
- 平成ラヂオバラエティごぜん様さま（RCCラジオ） - 月曜パーソナリティ　9:00～11:32。体調不良による休養時や広島の臨時コーチとしての春季キャンプ帯同時などは、同番組火曜 - 金曜担当の横山雄二（RCCアナウンサー）やその他RCCアナウンサー（長谷川努・青山高治など）、野球解説者（山崎隆造など）、歌手・タレント（南一誠など）が担当することがある。

### 過去の出演
テレビ
- アンガールズのオールナイトカープ～まだ寝ちゃあいけんでえ、爆笑ネタ投げ込んじゃるけえ （2014年11月21日、RCCテレビ） - ゲスト出演
- 元就。
  - 元就。スペシャル 夏のオススメスポットを探すんじゃ～の巻 （2015年6月27日、RCCテレビ）
  - 元就。外伝 もみぢまんじゅうが驚きの大変身じゃ～の巻（2016年10月9日、RCCテレビ） 菓子組 番頭
- Veryカープ!祝!カープ優勝V7（2016年9月10日深夜、RCCテレビ）
- Veryカープ!連覇は一日にしてならず! ～黄金時代への秘策～（2017年7月16日、RCCテレビ）
- Veryカープ!安仁屋倶楽部 ANIYA-CLUB（2017年7月5日 - 10月25日、毎週水曜深夜23:56～24:11、RCCテレビ） MC（部長）：安仁屋宗八
部員No.1：谷原章介、部員No.2：山崎隆造（カープOB）、部員No.3：坂上俊次（RCCアナウンサー）、部員No.4：横山竜士（カープOB）、部員No.5：ボールボーイ佐竹、部員No.6：アンガールズ田中、部員No.7：アンガールズ山根、部員No.8：廣瀬純、部員No.9：うえむらちか、部員No.10：世界のうめざわ、ナレーション：河村綾奈（RCCアナウンサー）
- Veryカープ!安仁屋倶楽部 ANIYA-CLUB 色んなカープファンに密着したらいい話になっちゃったSP（2017年12月10日、RCCテレビ） MC（部長）：安仁屋宗八
司会：河村綾奈（ナレーションも担当）　部員：アンガールズ
2017年10月28日「RCC開局65年記念　Veryカープ王！決定戦」の模様を放送。
- RCCテレビ緊急特別番組 追悼 衣笠祥雄さん（2018年4月24日、RCCテレビ）
- 開幕直前 RCCカープ祭り 生放送だよ！新井さん家（2021年3月24日、RCCテレビ）総合司会

ラジオ
- 武田和歌子のぴたっと。（2015年12月16日、ABCラジオ（朝日放送）） - 「吉田義男のあの人は今 元・プロ野球選手名鑑」に電話出演[43]
- 堀江政生のほり×ナビ（2016年9月28日、ABCラジオ） - 上記コーナーに2度目の電話出演（2016年度初回ゲスト）

イベント
- アニヤの純真（2017年8月30日、弘法市スタジアム広島） 安仁屋宗八 カープ生解説・観戦イベント。司会：さいねい龍二・桑原しおり。

### イメージキャラクター
- ジーンズ企画工房（株式会社ヤスダ）

### CM
- 広島信用金庫（ラジオCM）
- 三原市公式マスコットキャラクターやっさだるマン「福顔」コンテスト（2019年）[44]
- 株式会社SAWADA（2020年1月 - ）岡崎花帆子と出演